# Hydrochoeropsis
Hydrochoeropsis — викопний рід гризунів родини кавієвих (Caviidae). Близький родич сучасних капібар. Існував у пізньому пліоцені у Південній Америці. Скам'янілі рештки знайдені на північному сході Аргентини та в Колумбії.

## Види
- Hydrochoeropsis dasseni Kraglievich 1930
- Hydrochoeropsis wayuu Pérez et al. 2017